# Hutu
Hutu (también conocidos como bahutu, wahutu), es el nombre dado a uno de los grupos étnicos que habita principalmente en Burundi, República Democrática del Congo, Uganda y Ruanda. Son el grupo mayoritario en Ruanda y Burundi, ya que aproximadamente el 90% de los ruandeses y el 85% de los burundeses se consideran hutus. Para algunos etnógrafos se trata de una división artificial, basada más en la clase social, o como casta, que en la etnicidad, dado que no hay diferencias lingüísticas o culturales entre los hutus y los demás grupos étnicos de la zona, principalmente los tutsis. Si bien históricamente había diferencias fenotípicas, principalmente en la estatura media entre los twa, los agricultores bantúes y los pastores nilóticos, las descendencias comunes a lo largo de más de medio milenio no habilitan a una caracterización precisa de unos y otros. Los hutus y los tutsis comparten en su mayoría la religión cristiana y los idiomas kiñaruanda y kirundi, derivados del idioma bantú). Algunos estudiosos señalan también el importante papel que tuvieron los colonizadores belgas que inspirados en las corrientes etnográficas del siglo XIX crearon idea de una raza hutu y una raza tutsi.

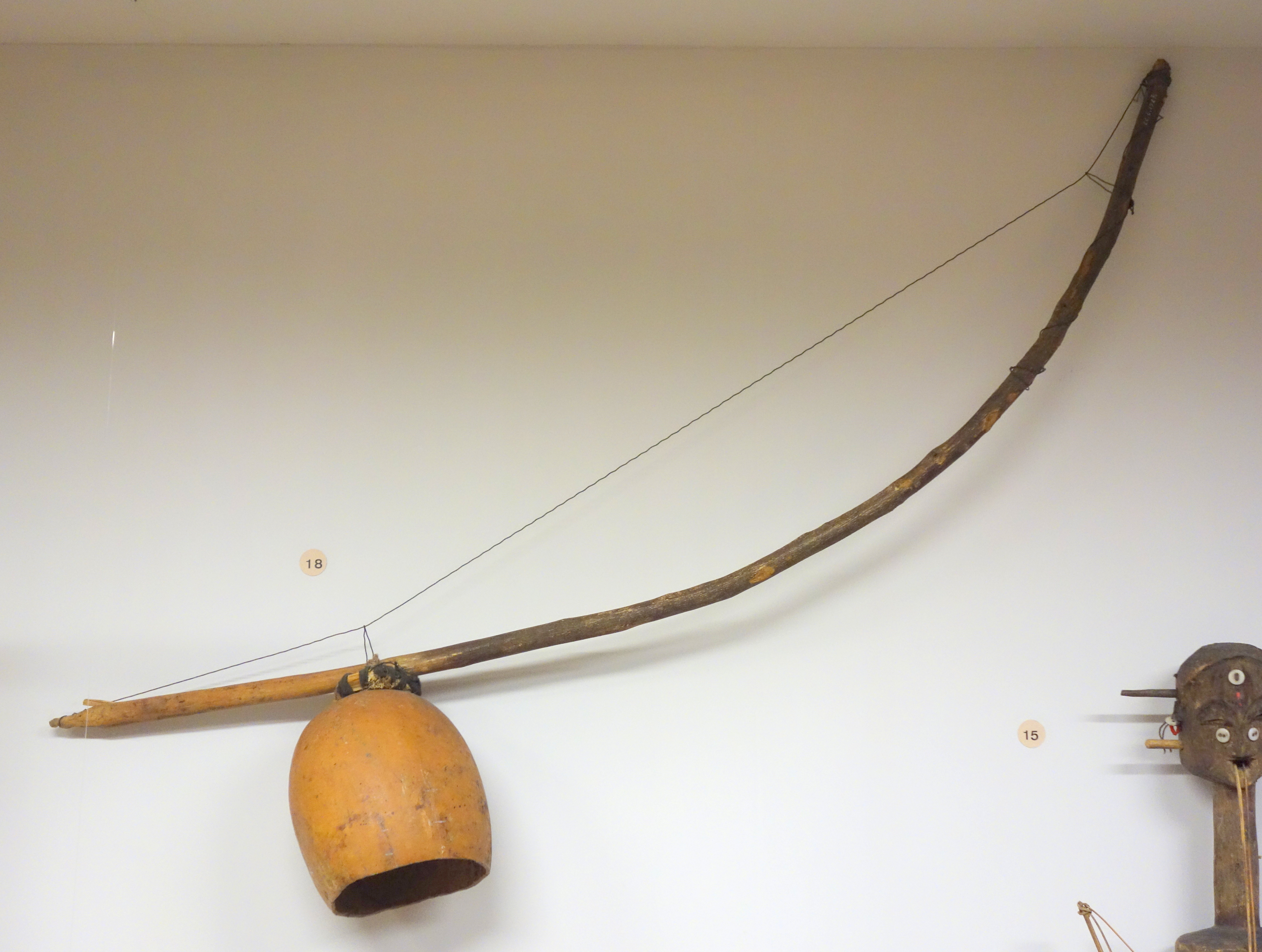
Instrumento musical de la tradición hutu

Descendientes de los primeros pueblos que se asentaron en la región de los Grandes Lagos, el pueblo hutu nace de un complejo proceso de integración e hibridación cultural(de más de medio milenio) entre pueblos bantúes que dominaban la metalurgia y la agricultura, pueblos cazadores- recolectores (batwas - san) y culturas ganaderas (probablemente nilóticos). Según los indicios históricos los cazadores recolectores fueron desplazados hacia los bosques periféricos y las tierras fértiles fueron ocupadas por los agricultores. Los ganaderos impusieron su cultura y señorío en algún momento del proceso de convivencia y estructuraron una sociedad basada en el clientelismo, donde el señor (propietario de ganado) proveía de bienes materiales, ganado y protección a sus subordinados, a cambio de productos agrícolas y servicios personales. Así, los señores fueron llamados tutsis (criadores de ganado en kiñaruanda) y los subordinados se nombraron hutus en la misma lengua. La etnografía del siglo XIX elevó a la categoría de etnias a la división tutsis – hutus, con el fin de simplificar la tarea de gobierno colonial enfrentado a una civilización asentada en tradiciones diferentes a las europeas.
A lo largo del siglo XX las identidades tutsi y hutu se institucionalizaron por los sucesivos gobiernos coloniales que volcaron su apoyo a los minoritarios tutsis  con mayor tradición en el poder. Por el contrario el pueblo mayoritario (hutus) se vio cada vez más sumergido económicamente y relegados socialmente a pesar de su amplia mayoría demográfica. Desde su nacimiento una persona recibía en su carné de identidad el calificativo de tutsi o hutu impidiendo la movilidad social que históricamente definió el sistema tradicional africano. Las rivalidades y resentimientos entre tutsis y hutus derivaron en enfrentamientos armados desde la segunda mitad del siglo XX y se continuaron en el XXI. El episodio de mayor violencia tuvo lugar en 1994 con el genocidio perpetrado por hutus frente a la población tutsi conocido como el genocidio de Ruanda.

## Idioma

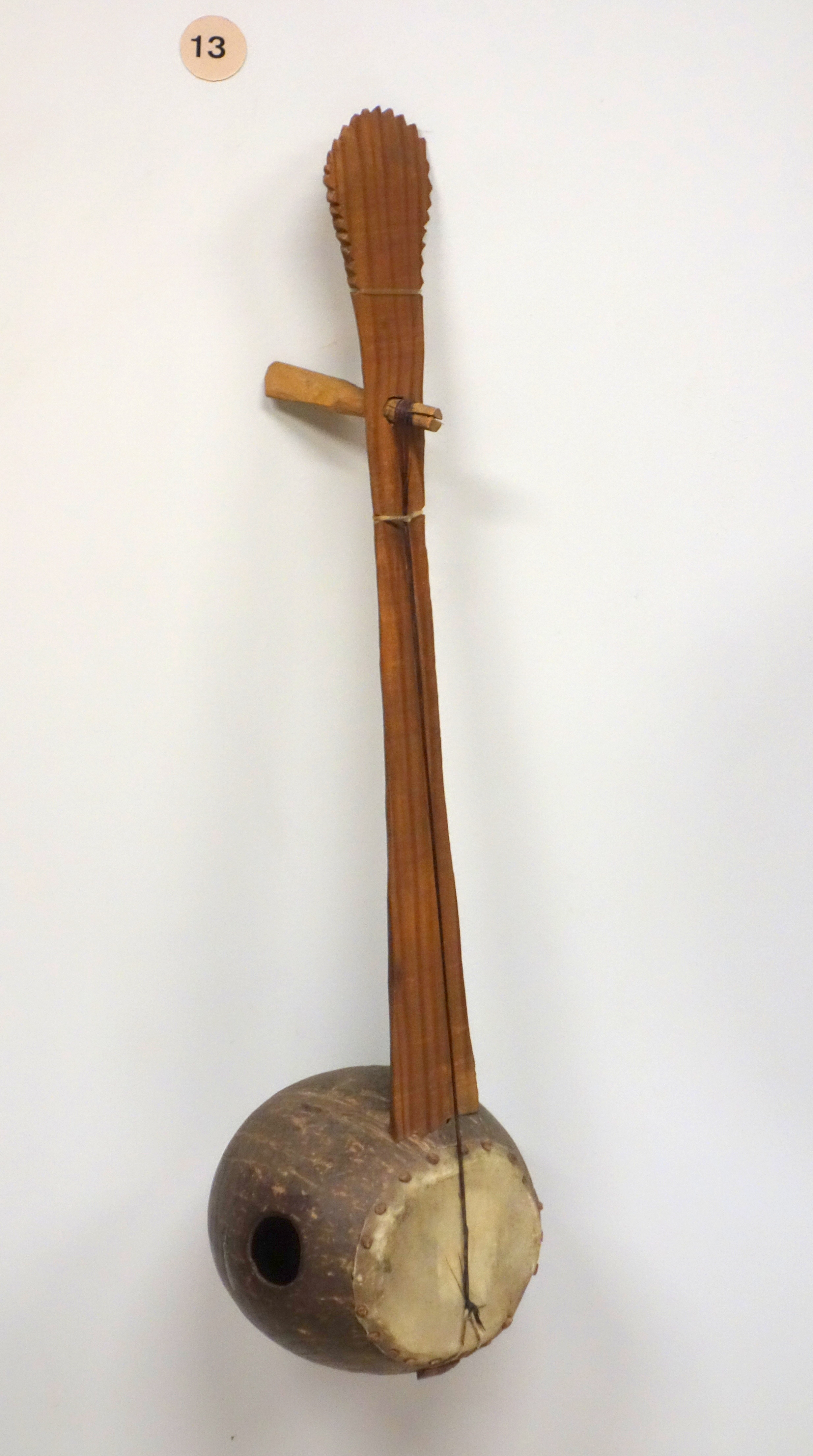
Instrumento de cuerdas de la tradición hutu - Burundi

Los hutus, twas y tutsis comparten los mismos idiomas, el kiñaruanda y el kirundi. Ambas lenguas son variantes bantúes muy similares que a su vez tienen dialectos propios: bufumbwa, bwisha, fumbira, gitwa, hera, hutu, igikiga, igishiru, ikigoyi, ikinyanduga, ikinyarwanda, kiga, kinyabwisha, kinyamulenge, lera, mulenge, ndara, ndofumbira, ruunyarwanda , rutwa, ruanda, shobyo, tshiga, tshogo, twa, ululera, urunyaruanda. Mientras el kiñaruanda es mayoritario y lengua oficial en Ruanda, el kirundi tiene ambas características en Burundi. El francés y el inglés son utilizados por una parte de la población en Ruanda y Burundi. El francés es cooficial en Burundi y junto con el inglés lo son en Ruanda.
| Hablantes por país              | Hablantes por país | Hablantes por país |
| ------------------------------- | ------------------ | ------------------ |
| País                            | Kurundi            | Kiñaruanda         |
| Australia                       | 3.700              |                    |
| Bélgica                         | 2.300              | 4.900              |
| Burundi                         | 12.008.000         | 35.000             |
| Canadá                          | 4.700              | 5.100              |
| Estados Unidos                  | 9.900              | 2.900              |
| Kenia                           | 5.000              |                    |
| Países Bajos                    |                    | 1.700              |
| República Democrática del Congo |                    | 907.000            |
| Ruanda                          | 600.000            | 12.370.000         |
| Tanzania                        | 665.000            | 150.000            |
| Uganda                          | 302.000            | 1.633.500          |
| Total mundial                   | 13.600.600         | 16.813.000         |

## Historia
Los hutus llegaron a la región de los Grandes Lagos de África alrededor del siglo I d. C., desplazando al grupo étnico de pigmeos llamados twa (en plural batwa). Los hutus eran agricultores y dominaron la zona con una serie de pequeños reinos hasta el siglo XV. Se cree que a partir de esa época entraron los tutsis en la zona desde Etiopía y conquistaron a los hutus. La monarquía tutsi sobrevivió hasta el fin de la era colonial en los años cincuenta, usando y codificando los gobernantes belgas la división étnica para apoyar su dominio. Tras la caída de la monarquía tutsi, la zona fue dividida en Ruanda y Burundi en el año de 1962. Los tutsis, no obstante, permanecieron dominantes en Burundi mientras que los hutus ganaron un cierto grado de control en Ruanda.